# Donald Glaser
Donald Glaser, punim imenom Donald Arthur Glaser (Cleveland, Ohio, 21. rujna 1926 - Berkeley, Kalifornija, 28. veljače 2013.), američki fizičar, neurobiolog i dobitnik Nobelove nagrade za fiziku 1960., za otkriće komore na mjehuriće koja se koristi za otkrivanje elementarnih čestica u nuklearnoj fizici i fizici elementarnih čestica. Doktorirao 1950. na Kalifornijskom tehnološkom institutu (Caltech) u Pasadeni. Proučavao spektar kozmičkoga zračenja visoke energije. Od 1959. bio profesor fizike na Kalifornijskom sveučilištu u Berkeleyu, kada se usredotočio na proučavanje stranih elementarnih čestica (posebice K0 mezona te Λ0 i Σ0 hiperona). Konstruirao je (1952.) komoru s mjehurićima koja je postala najznačajnijim detektorom subatomskih čestica. Za to mu je otkriće dodijeljena Nobelova nagrada za fiziku 1960. Od 1962. bavio se neurobiologijom.

## Životopis
Donald Glaser je studirao fiziku i matematiku, a doktorat je obranio 1949. na temu prisutnosti kozmičkih zraka na razini mora. Nakon toga je uglavnom radio kao profesor fizike na raznim sveučilištima. Roditelji su mu bili ruski doseljenici u SAD. U slobodno vrijeme je svirao violu u orkestru.
Svoj naučni rad je započeo s proučavanjem kozmičkog zračenja. Za promatranje je koristio maglenu komoru, koja je imala čitav niz nedostataka kod snimanja prisutnosti ionizirajućeg zračenja. Njen je nedostatak što poslije svakog stvaranja tragova magle, treba potrajati par sekundi dok komora bude u mogućnosti ponovno otkriti tragove novih čestica. U međuvremenu, može se pojaviti neki događaj koji se neće primijetiti. Umjesto vodene pare, počeo je koristiti pregrijane tekućine, koje prije dostizanja temperature vrelišta, stvaraju mjehuriće, koje je D. Glaser iskoristio za praćenje raznih čestica koje ioniziraju atome i molekule.
Na pitanje da li mu je za komoru na mjehuriće poslužila ideja s pivom, Donald Glaser odgovara da nije, ali da je u prvim prototipova koristio i pivo u njoj. Ustvari, pokusi su počeli s tekućim eterom, da bi kasnije nastavio s tekućim vodikom. Njegovo otkriće je vrlo brzo bilo iskorišteno kod akceleratora čestica, što je dokazalo njegovu važnost.

### Komora na mjehuriće
Komora na mjehuriće je mjerni instrument kojim se prate tragovi ionizirajućeg zračenja (alfa-čestice, beta-čestice, gama zrake, rendgenske zrake itd.), a sastoji se od komore u kojoj je je prozirna pregrijana tekućina u kojoj ioni stvoreni prolaskom ionizirajuće čestice omogućuju stvaranje mjehurića bilježeći na taj način stazu čestice. Komoru na mjehuriće je konstruirao D. Glaser 1952., za što je dobio Nobelovu nagradu za fiziku 1960. Komora na mjehuriće radi vrlo slično kao maglena komora, s tom razlikom da se njen rad zasniva na superzasićenoj tekućini, dok kod maglene komore se rad zasniva na superzasićenoj pari.

### Molekularna biologija
Nakon što je primio Nobelovu nagradu za fiziku 1960., Donald Glaser je počeo proučavati molekularnu biologiju. Vršio je razne pokuse u laboratorijima, a pogotovo vezano za rak kože i utjecaj ultraljubičastog zračenja.